# スッポンモドキ
スッポンモドキ（鼈擬、Carettochelys insculpta）は、爬虫綱カメ目スッポンモドキ科スッポンモドキ属に分類されるカメ。現生種では本種のみでスッポンモドキ科スッポンモドキ属を構成する。別名ブタハナガメ、ブタバナガメ。

## 分布
インドネシア（パプア州南部）、オーストラリア（ノーザンテリトリー北部）、パプアニューギニア（ニューギニア島南西部）

オーストラリア陸域には本種以外の潜頸亜目が自然分布していない。模式標本の産地（模式産地）はフライ川（パプアニューギニア）で、英名の由来にもなっている。

## 形態
最大甲長56.3センチメートル（さらに大型化し80センチメートルに達するとされる）。最大体重22.5キログラム。背甲、腹甲共に甲板がない。背甲はドーム状に盛り上がり、上から見ると楕円形。背甲の表面は無数の細かい皺や小さい穴で覆われ、種小名insculpta（「彫刻された」の意）や英名pitted-shelled（「穴のある甲羅」の意）の由来になっている。背甲の色彩は灰色や暗黄色で、外縁は白や淡黄色。外縁周辺に沿って、白や淡黄色の斑点が並ぶ個体もいる。。腹甲は大型。背甲と腹甲の継ぎ目（橋）は発達する。腹甲の色彩は白や淡黄色一色で、外縁や骨甲板の継ぎ目周辺は暗色。
頭部は大型。吻端が長く突出し、鼻孔は大型でやや外側へ開口する。吻端及び鼻孔がブタのように見えることが英名（pig-nose＝ブタの鼻）や別名の由来になっている。前肢の第1-2指には爪があり、第3-5指は長くオールや鰭状になる。後肢の趾の間には水掻きが発達する。頭部や四肢、尾の色彩は背面が灰色や緑褐色、腹面が白や淡黄色。眼後部に白色斑が入る個体が多いが、成体では消失することもある。
卵は球形で、白く固い殻で覆われる。幼体の背甲は扁平で、上から見ると円形。背甲の正中線上に瘤状の盛りあがり（キール）があり（椎甲板の名残とされる）、背甲の外縁が鋸状に尖り前部では顕著。背甲は成長に伴いドーム状に盛り上がると共に細長くなり、キールや外縁の突起は消失する。
オスは尾が太くて長く、総排出口が尾の先端寄りにある。メスはオスに比べ、相対的に背甲が幅広く甲高が高い。

## 分類
スッポンモドキ科は形態、核型や酵素の電気泳動、ミトコンドリアDNAの塩基配列に基づく分子系統学的解析から、スッポン科に最も近縁と推定され単系統群を形成する説が有力。
スッポンモドキ科唯一の現生種である本種はオセアニアにのみ分布しているが、スッポンモドキ科は白亜紀中期の約一億年前にアジア（ウズベキスタン、日本、モンゴル）に出現した。日本では熊本県の約9,000万年前の地層（御船層群）からスッポンモドキ科の構成種とされる化石が発見されている。約5,500万年前の暁新世において北アメリカ大陸、ヨーロッパに分布をひろげている。アフリカ大陸においては、ザイールの1,100万年前の地層から化石が発見された。しかし、現在の生息域においては約500万年前にニューギニアで発見されたものが最古である。1,000万年ほど前に現在の生息域に漂着、繁栄したものの、他の地域のものは数百万年前に絶滅したと推測されている。
オーストラリアの個体群を亜種C. i. canniとして分ける説もあるが、根拠が不明なため亜種を認めない説が有力。

## 生態
底質が泥や砂礫で水深が浅く水の澄んだ流れの緩やかな河川、湖沼、湿原などに生息し、ニューギニア島の個体群は汽水域に生息することもある。完全水棲種で、産卵を除いて陸に上がらない。
食性は植物食傾向の強い雑食で、果実（主にイチジク属を食べるが、タコノキ属、Sonneratia属なども食べる）、水生植物（イバラモ属、セキショウモ属など）、藻類、昆虫、甲殻類、魚類などを食べる。乾季は主に植物質を、雨季は植物質と動物質を食べる。
繁殖形態は卵生。乾季の夜間に土手や河原に穴を掘り、オーストラリアでは7-11月に1回に4-39個の卵を産む。発生時の温度が一定の温度より高いとメス、低いとオスになる（温度依存性決定）。自然下では31.6℃の環境下で86-102日、人工孵化では30℃の環境下で64-74日で卵が孵化した例がある。幼体は雨期に産卵巣が冠水すると地表に現れる。

## 人間との関係
生息地では卵も含めて食用とされる。
開発による生息地の破壊、水質汚染、植生の変化、食用やペット用の乱獲、人為的に移入されたアジアスイギュウによる産卵巣の破壊などにより生息数は激減している。オーストラリアやパプアニューギニアでは国内の流通および輸出が禁止され、オーストラリアでは原住民が自家消費する分を除いて卵の採集が禁止されている。2005年にワシントン条約附属書IIに掲載された。
主に野生個体の卵を採取し、人工孵化させた幼体が流通する。かつては日本にも輸入されていた。以前は安価だったが、規制に伴い価格が高騰している。大型種のうえに遊泳性が強いため、極めて大型のケージが用意できない限り一般家庭での飼育に向かない。アクアリウムで飼育される。協調性が悪く複数飼育するとお互いに噛み合うため、単独飼育する。
日本国内では2008年に名古屋港水族館が初めて本種の飼育下繁殖に成功した。

## 画像

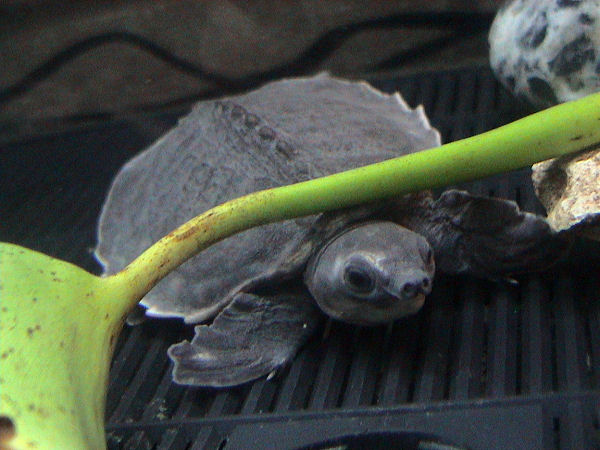
幼体
- 動画